# Loceri
Loceri (sardinsky: Lòceri) je italská obec (comune) v provincii Nuoro v regionu Sardinie. Nachází se ve výšce 206 metrů nad mořem a má přibližně 1 300 obyvatel. Rozloha obce je 19,37 km².